# Grudziądz Przedmieście
Grudziądz Przedmieście – przystanek kolejowy w Grudziądzu, w województwie kujawsko-pomorskim.

## Ruch pasażerski
| Rok  | Wymiana pasażerska na dobę |
| ---- | -------------------------- |
| 2017 | 150-199                    |
| 2022 | 100-149                    |

## Historia
Przystanek osobowy powstał w latach 40. XX wieku i leżał wówczas na peryferiach miasta. W latach późniejszych Grudziądz stopniowo się rozrastał, powstały nowe osiedla mieszkaniowe, m.in. Rządz, Strzemięcin, Osiedle Lotnisko i Mniszek.

## Połączenia
- Bydgoszcz Główna
- Bydgoszcz Wschód
- Czersk (połączenie sezonowe)
- Toruń Główny
- Chełmża
- Grudziądz
- Brodnica